# Rolfe Kent
Rolfe R. Kent (1963) é um compositor inglês.
Kent nasceu em St. Albans, Hertfordshire, Inglaterra. Ele cursou a St. Albans School e se formou em psicologia pela University of Leeds em 1986. Entre 1986 e 1988 ele deu aulas de psicologia na Leeds Metropolitan University antes de se mudar para Londres para se concentrar na sua música.
Atualmente ele vive em Los Angeles, Califórnia. Ele já foi indicado ao Globo de Ouro de Melhor Trilha Sonora pelo filme Sideways, e ao Primetime Emmy Award de Melhor Música Tema por compor a abertura da série de televisão Dexter.

## Ligações Externas
- Rolfe Kent. no IMDb.